# Static-X
A Static-X amerikai indusztriális és nu metal együttes. 1994-ben alakultak Los Angelesben. Első nagylemezüket 1999-ben jelentették meg. 2010-ben feloszlottak, majd 2012-ben egy más felállással újraalakultak és 2013-ig működtek. Wayne Static, az együttes frontembere, 2014-ben elhunyt. Karrierjük alatt kultikus státuszt értek el. Dalaik több médiumban is feltűntek, például a 2003-as Need for Speed Underground című videójátékban is. Zenei hatásukként a The Crystal Method, The Prodigy, Pantera, Prong, Ministry, Korn, The Sisters of Mercy, The Chemical Brothers, Joy Division, Mortician, Crowbar zenekarokat jelölték meg. Lemezeiket a Warner Bros. Records és a Reprise Records kiadók jelentették meg. Tony Campos, Ken Jay és Koichi Fukuda 2018-ban újból összehozták a zenekart, Wayne Static tiszteletére. 2020-ban, majd 2024-ben is új stúdióalbumot jelentettek meg.

## Tagok
Ez volt az utolsó felállás:
- Wayne Static – ének, ritmusgitár, billentyűk, programozás (1994–2010, 2012–2013)
- Diego Iberra – gitár (2012–2013)
- Andy Cole – basszusgitár, vokál (2012–2013)
- Sean Davidson – ütős hangszerek, dobok (2012–2013)

## Diszkográfia
- Wisconsin Death Trip (1999)
- Machine (2001)
- Shadow Zone (2003)
- Start a War (2005)
- Cannibal (2007)
- Cult of Static (2009)
- Project Regeneration Vol.1 (2020)
- Project Regeneration Vol.2 (2024)